# علي غلام ريزابور
علي غلام ريزابور (4 أغسطس 1981 بإيران - ) هو لاعب كرة قدم إيراني في مركز الوسط. لعب مع نادي بيكان ونادي تراكتور سازي ونادي راه آهن ونادي نيروي زميني.